# نيل هاميلتون
نيل هاميلتون (بالإنجليزية: Neil Hamilton)‏ هو محام بالقضاء العالي وسياسي بريطاني، ولد في 9 مارس 1949 في المملكة المتحدة. حزبياً، نشط في حزب المحافظين وحزب استقلال المملكة المتحدة.

## مناصب
- في انتخابات الجمعية الوطنية الويلزية 2016 [الإنجليزية]‏، انتخب عضو الجمعية الوطنية الويلزية الخامسة ‏ عن دائرة Mid and West Wales (Senedd electoral region) [الإنجليزية]‏ وقد انضم خلال فترته النيابية  [لغات أخرى]‏ (5 مايو 2016 – ) للكتلة البرلمانية حزب استقلال المملكة المتحدة.
- في الانتخابات العمومية للمملكة المتحدة 1983 [الإنجليزية]‏، انتخب عضو البرلمان التاسع والأربعون للمملكة المتحدة عن دائرة تاتون خلال فترته النيابية ‏ (9 يونيو 1983 – 18 مايو 1987).
- في الانتخابات العمومية للمملكة المتحدة 1987 [الإنجليزية]‏، انتخب عضو البرلمان الخمسون للمملكة المتحدة عن دائرة تاتون خلال فترته النيابية ‏ (11 يونيو 1987 – 16 مارس 1992).
- في الانتخابات العامة في المملكة المتحدة 1992 [الإنجليزية]‏، انتخب عضو البرلمان الحادي والخمسون للمملكة المتحدة عن دائرة تاتون خلال فترته النيابية ‏ (9 أبريل 1992 – 8 أبريل 1997).